# Johannes Sassenroth

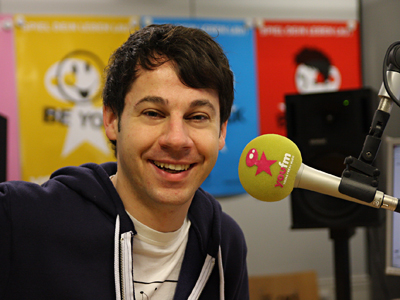
Johannes Sassenroth im Studio von You FM (2010)

Johannes Sassenroth (* 1978 in Mainz) ist ein deutscher Radiomoderator, Sprecher, Comedian und Reporter.

## Leben
Von 1998 bis 2003 studierte Sassenroth an der Universität Augsburg Soziologie, Kommunikationswissenschaft und Politik. Das Studium schloss er mit einem Magister Artium ab.
Sassenroth begann seine Radiokarriere im August 2000 bei Radio Fantasy in Augsburg. Von 2006 bis 2008 moderierte er bei Radio Energy 103,4 die Talksendung 911.
Seit 2008 ist Sassenroth Sprecher der Fernsehsendung checkeins. Ab August 2009 moderierte er für den Jugendsender des Hessischen Rundfunks YOU FM die Show Der Sassenroth am Nachmittag, für die er unter anderem aus einem Bundeswehr-Camp in Afghanistan berichtete. Seit November 2013 präsentiert er außerdem die Talk-Sendung Lateline.
Von 2012 bis 2015 moderierte Sassenroth regelmäßig bei 1 Live die Nachmittags-Show 1LIVE mit Freddie und dem Sassenroth mit Freddie Schürheck. Seit November 2015 ist er Moderator beim Radiosender hr3.
Sassenroth lebt in Frankfurt am Main.

## Ehrungen und Auszeichnungen
Während seiner Tätigkeit für You FM erhielt er im September 2013 den Deutschen Radiopreis in der Kategorie „Bestes Interview“.